# كريستيان بوستامينت
كريستيان بوستامينت (بالإسبانية: Christian Bustamante)‏ هو لاعب كرة قدم تشيلي، ولد في 28 سبتمبر 1992 في تشيلان في تشيلي. لعب مع Deportes Linares ‏.